# مایکل دانول
مایکل دانول (انگلیسی: Michael Dunwell؛ زادهٔ ۶ ژانویهٔ ۱۹۸۰) بازیکن فوتبال اهل بریتانیا است.